# Унгуртас
Унгурта́с (каз. Үңгіртас) — село у складі Жамбильського району Алматинської області Казахстану. Адміністративний центр Унгуртаського сільського округу.
Населення — 2124 особи (2021; 1884 у 2009, 2208 у 1999, 2381 у 1989).